# Kovács Norbert (labdarúgó, 1976)
Kovács Norbert (Debrecen, 1976. december 26. –) labdarúgó, középpályás.

## Pályafutása
Pályafutását a Debreceni VSC labdarúgójaként kezdte, de nem volt stabil csapattag, ezért kölcsönadták, és hamarosan el is igazolt a Zalaegerszegi TE csapatáho, de ott sem vált be igazán, és visszatért Debrecenbe. Ezután az Előre FC Békéscsaba csapatát erősítette, ahol már meghatározó játékos volt.